# Mitra (kapa)
Mitra (lat. mitra, grč. μίτρα, mitra "povezač, ubradač s trakovima niz obraze") je visoko pokrivalo za glavu, kapa, pričvršćena ukriž na vrhu, a obris joj je potpuno šiljata luka. 
To je liturgijska kapa koju nose papa, kardinali, nadbiskupi i biskupi, a po posebnoj ovlasti i neki opati. Mitra je simbol njihove vlasti.
Može biti optočena dragim kamenjem, izvezena zlatovezom, ili pak posve neukrašena i izrađena od bijelog platna ili svile. Opati nose samo takve jednostavni mitre, osim po posebnoj povlastici.
Camelacum (lat.), odnosno kamilakion (grč.), pokrivalo za glavu od koje korijene vuče i tijara i mitra, jest izvorno kapa koju su koristili službenici Carskog Bizantskog suda. U kasnom Carstvu iz nje se razvila zatvoreni tip carske krune.

## Simbolika
Mitra podsjeća na šiljati šešir što su ga nosili židovski veliki svećenici kao oznaku svoje vlasti, ali ona ne potječe neposredno iz te nošnje. Dva roga mitre podsjećaju na dvije zrake svijetla što su izbile iz Mojsijevog čela dok je primao Deset zapovijedi. Simbol su i dvaju zavjeta, Starog i Novoga. Na zadnjoj strani mitre pričvršćene su dvije vrpce koje viseći padaju preko ramena, a označuju duh i slovo Starog i Novog zavjeta.
Tri mitre pridaju se kao oznaka sv. Bernardu i sv. Bernardinu kao znak triju biskupija koje su odbili.

## Vrste mitri
Tri vrste mitre se nose u Rimskoj Katoličkoj Crkvi za različite prigode:
- simplex (jednostavna, naziv se odnosi na korišteni materijal) je napravljen od neuređene bijele tkanine ili svile i nosi se najviše na sprovodima i na Veliki petak. Također je nose koncelebranti biskupi na Misama. Kardinali u nazočnosti pape nose mitru postavljenu bijelim damastom.

- pretiosa (dragocjena) je uređena dragim kamenjem i zlatom i nosi se nedjeljom i na velike svetkovine. Ova vrsta mitre se u današnje vrijeme rijetko uređuje dragim kamenjem.

- auriphrygiata je napravljena od čistog zlatnog sukna sa zlatnim ili srebrnim protkanim vrpcama. Danas je najčešće koriste biskupi prilikom dodjele sakramenata.